# エネルギー問題に発言する会
エネルギー問題に発言する会は、エネルギーの確保と安定供給、原子力発電の必要性を積極的に発言して行こうと、日本の原子力関係各界で勤務してきた退職者を主体につくられた任意団体である。略称は「エネルギー会」。

## 沿革
- 2001年8月　5人の有志が飲み会で論じ合った会話からスタート[1]
- 2001年12月7日　「エネルギー問題に発言する会設立趣意書」

## 組織
- 会員数は200人弱[2]。原子力各界で勤務した退職者が主体（約60%）であり、60歳以上の人、指導的役割を果たしてきた人、実務経験者の比率が高い。出身母体はメーカー、原子力サービス分野の日立、東芝、三菱等（約60%）、電力会社（約20%）、研究機関（約10%）、その他出版・建設・金属・電気・商社・大学・官公庁等（約10%）である。
- 会員になるための資格は、趣意書への同意、会員の推薦と運営委員会での承認、メールアドレスをもっていることの三条件のみ。
- 会費は原則無料、活動は全て各個人のボランティア。ただし会の活動紹介等のために海外や遠方に出かけるための費用は、特別会費を募集し会員有志が拠出。
- 運営委員は約30名。毎月定例で座談会を開催。[1]
- 事務局
- 幹事は林勉。元日立製作所。BWR機器設計、応力解析、熱・流動解析、信頼性向上対策、プラント建設エンジニアリング、トラブル対策が専門[3]。

## 活動
- ホームページに会員の自由な意見を掲載する
- 原子力関連の官庁や地方自治体等が政策策定でパブリックコメントを求めるようなときに、推進の立場からの意見を積極的に出すように会員に呼びかけている
- 原子力のトラブルが発生した時、積極的に取材に応じる
- しばしばメディアの原子力報道は偏った内容のものとなることがあるとして、特に目に余るものについてはその都度誤りを指摘するコメントを提出している
- 次世代の原子力の担い手である学生たちとシニアとの対話[1]